# Szenebkai
Szenebkai (uralkodói neve: Uszeribré) ókori egyiptomi uralkodó volt a  második átmeneti korban. Sírjának 2014-es felfedezése bizonyítja, hogy létezett egy önálló abüdoszi dinasztia, amely a XV. és a XVI. dinasztiával egyidőben volt hatalmon Abüdoszban és környékén. Lehetséges, hogy említi a torinói királylista, melyen két királyt is említenek Uszer(…)ré uralkodói névvel (a nevek csak töredékesen maradtak fenn).
Egy további lehetséges lelet, ami említi, egy elefántcsont pálca Szebkai nevével. Ez Abüdoszból került elő, de a korábbi XIII. dinasztia egy vagy két uralkodójára is utalhat. Az úgynevezett abüdoszi dinasztia létét először Detlef Franke vetette fel, majd Kim Ryholt dolgozta ki 1997-ben.

## Sírja

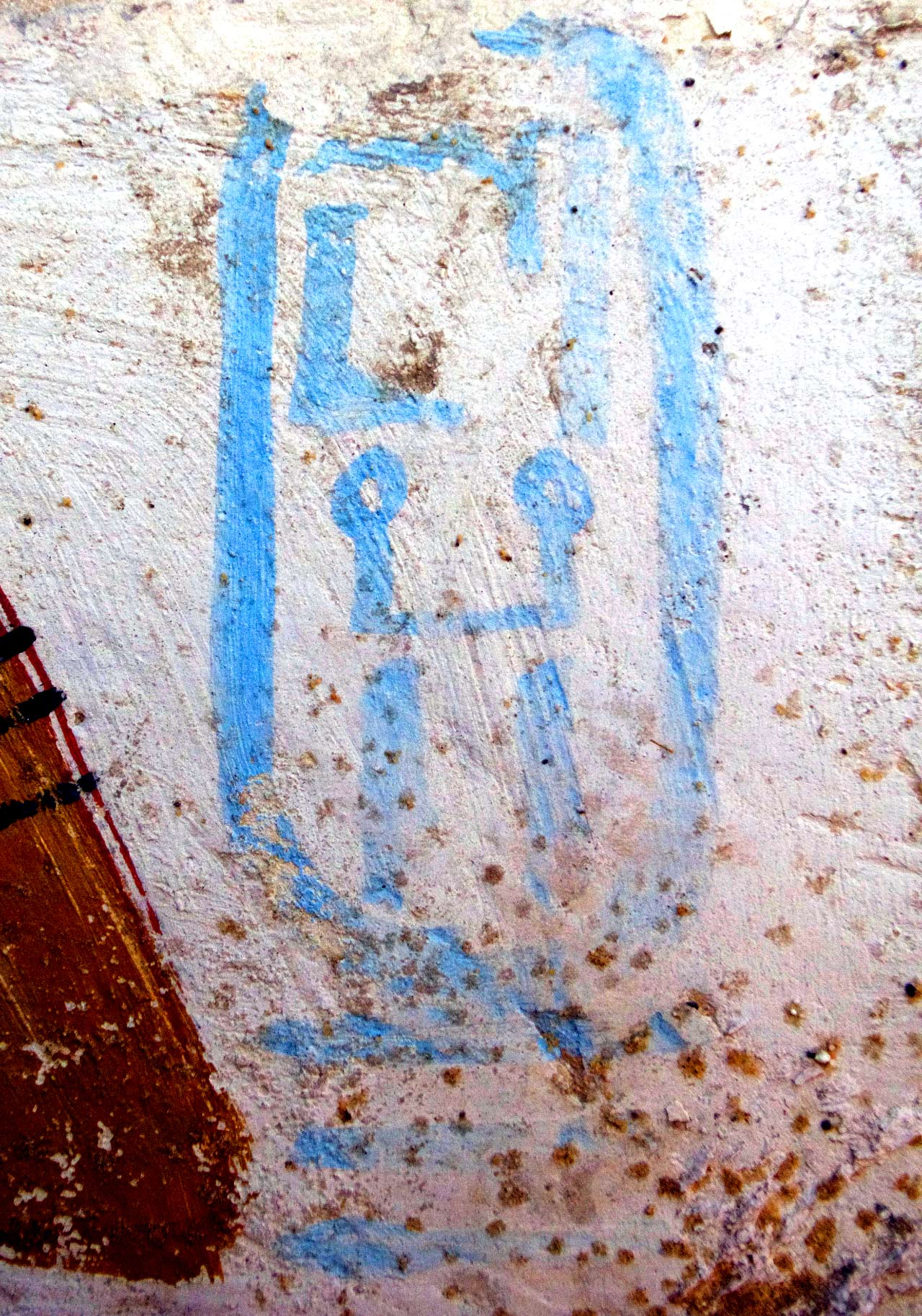
Uszeribré Szenebkai kártusa a király sírjában

Szenebkai sírját, a CS9 jelű sírt 2014-ben fedezte fel Josef W. Wegner, a Pennsylvaniai Egyetem munkatársa és egyiptomi régészek csapata Abüdosz déli részén. A négy kamrából álló sír díszített mészkő sírkamrával rendelkezik. A keleti, rövid falon a két udzsat-szem ábrázolása látható. Balra és jobbra Neith és Nut istennők alakja áll. A jelenet fölött szárnyas napkorong. Az északi falon álló istennőalak látható, neve nem maradt fenn; a rövid szövegek Duamutef és Kebehszenuf istenségeket említik. A fal közepén kártusban a király neve olvasható. A déli fal nagy része elpusztult, két istennő alakja nyomokban látható. A szövegek Amszet és Hapi nevét említik. A király fején egykor halotti maszk volt. A szövegek feljegyzik a fáraó titulatúráját: „Felső- és Alsó-Egyiptom királya, Uszeribré, Ré fia, Szenebkai”. A temetkezési kellékek egy része, köztük a fa kanópuszláda korábbi temetkezésekből származik; a kanópuszláda maradványain látható, hogy feliratain eredetileg egy Szobekhotep nevű uralkodó neve állt; valószínűleg a szomszédos S10 sírból származott, amelyet ma IV. Szobekhotep sírjának tartanak.
A sírból kevés lelet került elő; valószínűleg már az ókorban kirabolták. Szenebkai körülbelül 178 cm magas volt, 35 és 40 éves kora közt halt meg. Csontvázának vizsgálata kiderítette, hogy nagy valószínűséggel csatában esett el. Csontjain tizennyolc sérülés látható, háta alsó részén, lábain és bokáin. A vágások szögéből úgy látszik, alulról találták el, talán harci szekerén állt vagy lóháton ült. Mikor a földre zuhant, több szekercecsapással ölték meg. Koponyasebeinek vonalából úgy tűnik, második átmeneti kori típusú harci szekercék egyikével ölték meg.

## Fordítás
- Ez a szócikk részben vagy egészben  a   Senebkay című angol Wikipédia-szócikk ezen változatának fordításán alapul.  Az eredeti cikk szerkesztőit annak laptörténete sorolja fel. Ez a jelzés csupán a megfogalmazás eredetét és a szerzői jogokat jelzi, nem szolgál a cikkben szereplő információk forrásmegjelöléseként.